# Navina Omilade
Navina Omilade-Keller, née le 3 novembre 1981 à Mönchengladbach, est une footballeuse allemande évoluant au poste de milieu de terrain.

## Biographie
Elle est Internationale allemande (61 sélections entre 2001 et 2013).

## Palmarès
- En sélection :
  - Championne d'Europe : 2001 et 2005.
  -  Médaillée de bronze aux Jeux olympiques d'été de 2004.
- En club :
  - Coupe UEFA féminine : 2013